# Coupe de France 1992/93
Der Wettbewerb um die Coupe de France in der Saison 1992/93 war die 76. Ausspielung des französischen Fußballpokals für Männermannschaften. Die Teilnehmerzahl stieg weiterhin stark an; in diesem Jahr meldeten 6.523 Vereine, darunter auch solche aus den überseeischen Besitzungen Frankreichs.
Einen Titelverteidiger gab es aufgrund des „Dramas von Furiani“ und des daraus resultierenden Wettbewerbsabbruches in der vorigen Saison nicht. Die Trophäe gewann diesmal der Paris Saint-Germain FC, der damit bei seiner vierten Finalteilnahme zum dritten Mal erfolgreich war. Der letzte Erfolg lag bereits zehn Jahre zurück und war gegen den gleichen Endspielgegner wie in dieser Saison – den FC Nantes – gelungen. Nantes stand sogar bereits in seinem sechsten Finale, von denen es aber lediglich dasjenige von 1979 hatte gewinnen können.
Unterklassige Mannschaften präsentierten sich in diesem Wettbewerb wieder einmal von größerer Durchsetzungsfähigkeit. Zwei Amateurteams, die beiden Drittligisten FC Pau und SO Châtellerault, brachten es bis ins Achtelfinale. In dieser Runde waren auch noch vier Mannschaften aus der professionellen Division 2 vertreten, von denen Stade Laval sogar bis ins Halbfinale vordrang, wo er dem späteren Gewinner des Pokals unterlag.
Nach den von den regionalen Untergliederungen des Landesverbands FFF organisierten Qualifikationsrunden griffen ab der Runde der letzten 64 Mannschaften auch die 20 Erstligisten in den Wettbewerb ein. Die Paarungen und das Heimrecht wurden für jede Runde frei ausgelost; lediglich im Zweiunddreißigstelfinale durften diejenigen Vereine ihre Partie automatisch vor eigenem Publikum austragen, die gegen einen mindestens zwei Klassen höher spielenden Gegner antraten. Bei unentschiedenem Spielstand nach Verlängerung kam es zu einem Elfmeterschießen. Dies galt ab dieser Saison regelhaft auch für das seit der ersten Austragung der Coupe de France traditionsgemäß in einem Stadion im Großraum Paris stattfindende Endspiel – zwar war dies zuvor schon zweimal so gehandhabt worden (1982 und 1988), aber damals eben nur als Ausnahmeregelung.

## Zweiunddreißigstelfinale
Spiele zwischen 5. und 7. März 1993. Die Vereine der beiden professionellen Ligen sind mit D1 bzw. D2 bezeichnet, diejenigen der landesweiten Amateurspielklassen mit D3 und D4, die höchste regionale Amateurliga als DH („Division d’Honneur“).
| - US Beaumont DH – AS Cannes D2 0:2 - US Créteil D2 – Olympique Nîmes D1 2:1 - FC Sochaux D1 – SCO Angers D2 4:1 n. V. - FC Toulouse D1 – AJ Auxerre D1 1:0 - AS Évry D3 – AS Saint-Étienne D1 1:3 - Olympique Alès D2 – Stade Rodez D2 0:1 - AS Cherbourg D3 – Stade Rennes D2 0:1 - FC Pau D3 – FA l’Île Rousse D4 4:0 - US Chantilly D4 – UC Le Mans D2 1:3 - FC Rouen D2 – OSC Lille D1 1:0 - CO Savigny DH – RC Lens D1 1:3 - Stade Poitiers D3 – AS Monaco D1 2:6 - US Valenciennes D1 – RC Ancenis D2 2:0 - US Gravelines D3 – Stade Laval D2 1:3 - US Forbach D4 – AS Nancy D2 1:0 - SA Épinal D2 – ES Viry-Châtillon D3 2:0 | - FC Lorient D2 – SO Châtellerault D3 0:0 n. V. (3:4 i. E.) - FC Gueugnon D2 – FC Metz D1 1:1 n. V. (3:1 i. E.) - SM Caen D1 – Sporting Toulon D1 1:0 - US Grand Boulogne D3 – FC Yutz D3 3:0 - Girondins Bordeaux D1 – OGC Nizza D2 1:0 - ES Vitrolles DH – FC Annecy D2 2:4 - US Dunkerque D2 – Gazélec FCO Ajaccio D2 1:3 - HSC Montpellier D1 – La Roche VF D2 3:1 - Club Franciscain DH – Chamois Niort D2 1:3 n. V. - Olympique Marseille D1 – FC Martigues D2 3:1 - Garde Saint-Ivy Pontivy DH – EA Guingamp D2 0:1 - AC Le Touquet D3 – Le Havre AC D1 0:3 - FC Mulhouse D2 – CS Sedan D2 0:0 n. V. (5:3 i. E.) - FC Bourg-Péronnas DH – FC Nantes D1 2:4 n. V. - RC Strasbourg D1 – Paris Saint-Germain D1 0:1 n. V. - Indépendante Pont Saint-Esprit D3 – Olympique Lyon D1 1:0 |

## Sechzehntelfinale
Spiele am 29./30. März 1993
| - US Créteil D2 – HSC Montpellier D1 0:1 - FC Annecy D2 – Paris Saint-Germain D1 0:1 - Stade Rennes D2 – UC Le Mans D2 2:1 - FC Pau D3 – AS Cannes D2 0:0 n. V. (7:6 i. E.) - FC Rouen D2 – Olympique Marseille D1 0:1 - Stade Laval D2 – EA Guingamp D2 4:0 - US Forbach D4 – FC Mulhouse D2 0:3 - FC Nantes D1 – Stade Rodez D2 9:1 | - US Grand Boulogne D3 – SO Châtellerault D3 0:4 - Girondins Bordeaux D1 – US Valenciennes D1 2:1 - AS Saint-Étienne D1 – SA Épinal D2 1:1 n. V. (6:5 i. E.) - Gazélec FCO Ajaccio D2 – FC Sochaux D1 1:1 n. V. (4:2 i. E.) - Chamois Niort D2 – AS Monaco D1 0:0 n. V. (2:4 i. E.) - Le Havre AC D1 – FC Toulouse D1 0:0 n. V. (3:4 i. E.) - FC Gueugnon D2 – RC Lens D1 0:0 n. V. (2:4 i. E.) - Indépendante Pont Saint-Esprit D3 – SM Caen D1 0:2 |

## Achtelfinale
Spiele am 4./5. Mai 1993
| - HSC Montpellier D1 – SO Châtellerault D3 1:0 - Stade Laval D2 – Stade Rennes D2 1:0 - FC Nantes D1 – Gazélec FCO Ajaccio D2 1:0 - Girondins Bordeaux D1 – FC Mulhouse D2 2:0 | - AS Saint-Étienne D1 – FC Pau D3 2:0 n. V. - AS Monaco D1 – Paris Saint-Germain D1 0:1 - FC Toulouse D1 – RC Lens D1 2:0 - SM Caen D1 – Olympique Marseille D1 1:2 |

## Viertelfinale
Spiele am 11. bzw. 18./19. Mai 1993
| - HSC Montpellier D1 – FC Nantes D1 1:1 n. V. (4:5 i. E.) - AS Saint-Étienne D1 – Olympique Marseille D1 2:1 n. V. | - Paris Saint-Germain D1 – Girondins Bordeaux D1 2:0 - FC Toulouse D1 – Stade Laval D2 0:1 |

## Halbfinale
Spiele am 6. Juni 1993
| - AS Saint-Étienne D1 – FC Nantes D1 0:1 | - Paris Saint-Germain D1 – Stade Laval D2 1:0 |

## Finale
Spiel am 12. Juni 1993 im Pariser Prinzenparkstadion vor 48.789 Zuschauern
- Paris Saint-Germain – FC Nantes 3:0 (0:0)

### Mannschaftsaufstellungen
Paris SG: Bernard Lama – Antoine Kombouaré, Ricardo, Alain Roche, Patrick Colleter – Laurent Fournier, Daniel Bravo (Valdo, 66.), Paul Le Guen , Vincent Guérin (François Calderaro, 81.) – George Weah, David Ginola
Trainer: Artur Jorge
FC Nantes: David Marraud  – Serge Le Dizet, Laurent Guyot, Zoran Vulić, Christian Karembeu – Claude Makélélé, Jean-Michel Ferri, Reynald Pedros, Stéphane Ziani (Stéphane Moreau, 63.) – Patrice Loko (Jean-Louis Lima, 71.), Nicolas Ouédec
Trainer: Jean-Claude Suaudeau
Schiedsrichter: Rémi Harrel (Toulon)

### Tore
1:0 Kombouaré (49., per Elfmeter)

2:0 Ginola (55.)

3:0 Roche (59.)

### Besondere Vorkommnisse
Zwei Rekorde waren in dieser Austragung zu vermelden: zum einen die drei Platzverweise für eine Endspielmannschaft, die den FC Nantes trafen. Er verlor dadurch Karembeu (46., der heftig gegen den Strafstoß protestierte, den Schiedsrichter Harrel verhängte), Vulić (68.), Lima (82.) und letztlich auch das Spiel.
Zum anderen war es vor PSG noch keinem Verein gelungen, die sechs landesweiten Runden ohne ein einziges Gegentor zu überstehen; bisherige Defensivrekordhalter waren drei Klubs, die auch nur jeweils einen gegnerischen Treffer auf dem Weg zum Pokalsieg hatten hinnehmen müssen, nämlich Olympique Marseille (1927), der FC Sète (1934) und die AS Saint-Étienne (1962).
Bei Paris Saint-Germain war von der letzten Finalteilnahme 1985 kein einziger Spieler mehr dabei.